# Старомусинська сільська рада
Старому́синська сільська рада (рос. Старомусинский сельский совет) — муніципальне утворення у складі Кармаскалинського району Башкортостану, Росія. Адміністративний центр — присілок Старомусино.

## Населення
Населення — 1548 осіб (2019, 1591 в 2010, 2499 в 2002).

## Склад
До складу поселення входять такі населені пункти:
| Населений пункт       | Населення, осіб (2002) | Населення, осіб (2010) |
| --------------------- | ---------------------- | ---------------------- |
| Аккуль, присілок      | 125                    | 38                     |
| Актюба, присілок      | 243                    | 103                    |
| Арсланово, село       | 341                    | 209                    |
| Ільтуганово, село     | 699                    | 428                    |
| Новомусино, присілок  | 333                    | 233                    |
| Старомусино, присілок | 758                    | 580                    |